# Giulianova Calcio 1996-1997
Questa pagina raccoglie le informazioni riguardanti il Giulianova Calcio nelle competizioni ufficiali della stagione 1996-1997.

## Rosa
| N. |                   | Ruolo | Calciatore         |
| -- | ----------------- | ----- | ------------------ |
|    | Italia (bandiera) | D     | Alessandro Bertoni |
|    | Italia (bandiera) | C     | Orlando Camelo     |
|    | Italia (bandiera) | C     | Luca Campanile     |
|    | Italia (bandiera) | D     | Riccardo Contadini |
|    | Italia (bandiera) | C     | Michele De Feudis  |
|    | Italia (bandiera) | A     | Aldo Di Corcia     |
|    | Italia (bandiera) | D     | Nicola Diliso      |
|    | Italia (bandiera) | P     | Stefano Grilli     |
|    | Italia (bandiera) | C     | Giuseppe Manari    |
|    | Italia (bandiera) | C     | Pasquale Matarese  |
|    | Italia (bandiera) | C     | Cristian Mauro     |
|    | Italia (bandiera) | P     | Gianni Merletti    |

| N. |                      | Ruolo | Calciatore           |
| -- | -------------------- | ----- | -------------------- |
|    | Italia (bandiera)    | A     | Francesco Micciola   |
|    | Italia (bandiera)    | D     | Angelo Pagliaccetti  |
|    | Italia (bandiera)    | C     | Massimo Perra        |
|    | Italia (bandiera)    | C     | Alessio Pieroni      |
|    | Italia (bandiera)    | C     | Vittorio Pinciarelli |
|    | Italia (bandiera)    | A     | Fabio Poliandri      |
|    | Italia (bandiera)    | A     | Sauro Pugnitopo      |
|    | Argentina (bandiera) | A     | Leonardo Ricatti     |
|    | Italia (bandiera)    | C     | Fabio Saggiomo       |
|    | Italia (bandiera)    | D     | Massimo Savio        |
|    | Italia (bandiera)    | D     | Stefano Trinchera    |
|    | Italia (bandiera)    | A     | Massimiliano Vadacca |

## Risultati

### Campionato

#### Girone di andata
| 1º settembre 1996 1ª giornata | Juve Stabia | 2 – 0 | Giulianova |  |

| 8 settembre 1996 2ª giornata | Giulianova | 2 – 2 | Lodigiani |  |

| 15 settembre 1996 3ª giornata | Gualdo | 1 – 1 | Giulianova |  |

| 22 settembre 1996 4ª giornata | Giulianova | 2 – 2 | Avellino |  |

| 29 settembre 1996 5ª giornata | Ascoli | 0 – 2 | Giulianova |  |

| 6 ottobre 1996 6ª giornata | Giulianova | 1 – 0 | Ischia Isolaverde |  |

| 20 ottobre 1996 7ª giornata | Acireale | 0 – 1 | Giulianova |  |

| 27 ottobre 1996 8ª giornata | Giulianova | 2 – 3 | Trapani |  |

| 3 novembre 1996 9ª giornata | Giulianova | 1 – 2 | Casarano |  |

| 10 novembre 1996 10ª giornata | Fermana | 1 – 1 | Giulianova |  |

| 24 novembre 1996 11ª giornata | Giulianova | 0 – 0 | Sora |  |

| 1º dicembre 1996 12ª giornata | Savoia | 4 – 0 | Giulianova |  |

| 8 dicembre 1996 13ª giornata | Ancona | 2 – 2 | Giulianova |  |

| 15 dicembre 1996 14ª giornata | Giulianova | 0 – 1 | Atletico Catania |  |

| 22 dicembre 1996 15ª giornata | Fidelis Andria | 1 – 1 | Giulianova |  |

| 6 gennaio 1997 16ª giornata | Giulianova | 2 – 1 | Avezzano |  |

| 12 dicembre 1997 17ª giornata | Nocerina | 1 – 1 | Giulianova |  |

#### Girone di ritorno
| 19 gennaio 1997 18ª giornata | Giulianova | 2 – 0 | Juve Stabia |  |

| 25 gennaio 1997 19ª giornata | Lodigiani | 1 – 0 | Giulianova |  |

| 2 febbraio 1997 20ª giornata | Giulianova | 0 – 0 | Gualdo |  |

| 9 febbraio 1997 21ª giornata | Avellino | 1 – 0 | Giulianova |  |

| 16 febbraio 1997 22ª giornata | Giulianova | 3 – 2 | Ascoli |  |

| 23 febbraio 1997 23ª giornata | Ischia Isolaverde | 3 – 0 | Giulianova |  |

| 2 marzo 1997 24ª giornata | Giulianova | 3 – 0 | Acireale |  |

| 9 marzo 1997 25ª giornata | Trapani | 1 – 2 | Giulianova |  |

| 16 marzo 1997 26ª giornata | Casarano | 0 – 0 | Giulianova |  |

| 29 marzo 1997 27ª giornata | Giulianova | 2 – 1 | Fermana |  |

| 6 aprile 1997 28ª giornata | Sora | 0 – 0 | Giulianova |  |

| 13 aprile 1997 29ª giornata | Giulianova | 2 – 0 | Savoia |  |

| 20 aprile 1997 30ª giornata | Giulianova | 0 – 0 | Ancona |  |

| 27 aprile 1997 31ª giornata | Atletico Catania | 0 – 0 | Giulianova |  |

| 4 maggio 1997 32ª giornata | Giulianova | 1 – 2 | Fidelis Andria |  |

| 11 maggio 1997 33ª giornata | Avezzano | 0 – 1 | Giulianova |  |

| 18 maggio 1997 34ª giornata | Giulianova | 1 – 0 | Nocerina |  |

### Play-off

#### Semifinali
| 1 giugno 1997 Andata | Giulianova | 1 – 1 | Ancona |  |

| 8 giugno 1997 Ritorno | Ancona | 2 – 1 | Giulianova |  |

### Coppa Italia Serie C

#### Primo turno
| 24 agosto 1996 Andata | Teramo | 0 – 0 | Giulianova |  |

| 28 agosto 1996 Ritorno | Giulianova | 1 – 0 | Teramo |  |

#### Secondo turno
| 18 settembre 1996 Andata | Lodigiani | 1 – 0 | Giulianova |  |

| 2 ottobre 1996 Ritorno | Giulianova | 2 – 1 | Lodigiani |  |